# Tephrosia socotrana
Tephrosia socotrana es una especie de planta fanerógama del género Tephrosia de la familia de las fabáceas, originaria de Yemen donde se encuentra en la isla de Socotra. 

## Descripción
Tephrosia socotrana se encuentra en los acantilados costeros de piedra caliza, a una altitud de 300 metros. Sólo se ve en los acantilados de piedra caliza en Ras Hebaq en Socotra. 

## Taxonomía
Tephrosia socotrana fue descrita por Mats Thulin   y publicado en Nordic J. Bot. 17: 349 1997.
Etimología
Tephrosia: nombre genérico que deriva de las palabras griegas: τεφρος (tephros), que significa "ceniciento", en referencia a la coloración grisácea dado a las hojas por sus densos tricomas.
socotrana: epíteto geográfico que alude a su localización en Socotra.